# Andrena brevipalpis
Andrena brevipalpis är en biart som beskrevs av Cockerell 1930. Andrena brevipalpis ingår i släktet sandbin, och familjen grävbin. Inga underarter finns listade i Catalogue of Life.